# آلاء حسين
آلاء حسين (10 كانون الثاني / يناير 1979 -)، ممثلة وفنانة تشكيلية عراقية.

## عن حياتها
ولدت في بغداد، حاصلة على دبلوم فنون جميلة قسم فنون تشكيلية فرع التصميم، بالإضافة لبكالوريوس مسرح فرع تمثيل الأولى على أكاديمية الفنون الجميلة جامعة بغداد عام 2005، وقد أصرت على البقاء في العراق رغم الظروف الصعبة.

### حياتها الأسرية
تزوّجت من الممثّل العراقيّ سعد مجيد في عام 2003، لكنهما انفصلا لاحقًا وليس لديها أبناء.

## مشوارها المهني
بدأت مشوارها الفني في تسعينات القرن العشرين، في عمر السادسة عشرة من خلال منتدى المسرح المعاصر إذ كان والدها يشجعها ويرافقها لحين انتهاء تصوير مشاهدها، ولم تكتف بذلك فقدمت مع فرقة مردوخ الراقصة عروضا مسرحية راقصة وتعلمت حركات الجسد التعبيرية منها «نار من السماء» و«آله زو» أحد الأساطير البابلية.
كانت أول بطولة لها في عام 1998 خلال مسرحية «العبائة» التي قدمتها في مسرح الرشيد وهي طالبة في المعهد، وكانت قد حازت على جائزة الدولة للإبداع عن فئة الشباب وأبرزها «تفاحة القلب» مع المؤلف فلاح شاكر والمخرج رياض شهيد عام 1999 ابتعدت عن خشبة المسرح لتعود بمسرحية «اللؤلؤ المفقود» عام 2004.
في شاشة التلفزيون أول دور عرفهاِ بالجمهور العراقي كان في مسلسل «عشاق» من إخراج علي أبو سيف، وأيضا دورها في «تونا وتيمون» و«مناوي باشا». قدمت أعمالا تلفزيونية متنوعة في بلدها وبلدان أخرى أشهرها شخصية «سلمية مراد باشا» حيث استطاعت أداء اللهجة الجنوبية وعلى الرغم انها من بيئة بغدادية كما رفضت عروضا في الخارج تسيء لصورة المرأة العراقية وبلدها.

### تقديم البرامج
في عام 2001 قدم برنامج "المرأة في الإسلام" بمشاركة الفنان عبد الستار البصري 
قامت بعام 2015 بتقديم البرنامج الإنساني «خطار» الذي بث على قناة الشرقية. في شهر رمضان لعام 2016 شاركت بتقديم البرنامج الاجتماعي الإنساني الصدمة على قناة إم بي سي 1 حيث طرح العديد من القضايا وردة فعل وتعامل الناس في الوطن العربي معها وكانت تقدمه من العراق وقدمت منه الجزئين الثاني والثالث في عامي 2017 و2018، وفي مطلع عام 2019 بدأت بتقديم برنامج «ماما لولة» المخصص للأطفال والذي بث على قناة الشرقية، وفي شباط/فبراير 2019 بدأ بث برنامجها «النهر الثالث» مع انطلاقة قناة إم بي سي العراق وفي شهر رمضان لعام 2020م قدمت برنامج «ماما لوله» بجزئه الثاني على قناة الشرقية، في كانون الثاني 2021 قدمت برنامج «جيل الطيبين» على قناة UTV وفي رمضان لعام 2022م قدمت برنامج «في ضيافة الآء» على قناة الشرقية.

## أعمالها

### في التلفزيون
| السنة | المسلسل                                                  | الشخصية       |
| ----- | -------------------------------------------------------- | ------------- |
| 1998  | عشاق                                                     | تونة          |
| 1998  | الحب يأتي من النافذة                                     | ياسمين        |
| 1998  | بركان الغضب                                              | ذكرى          |
| 1998  | أعاصير                                                   |               |
| 1998  | سوق الجواهر                                              |               |
| 1998  | الذخائر                                                  |               |
| 1998  | قضية الدكتور سين                                         | أمل           |
| 1999  | الفراشات                                                 | كوثر          |
| 1999  | تونا وتيمون                                              | تونا          |
| 1999  | من أيام العرب                                            |               |
| 1999  | حبايبنا                                                  |               |
| 1999  | الفراشات                                                 | كوثر          |
| 1999  | شمس الصباح                                               |               |
| 1999  | عرس الدم                                                 |               |
| 1999  | الطرائف الغريبة والنوادر العجيبة                         |               |
| 1999  | أشهى الموائد في مدينة القواعد                            | عدة شخصيات    |
| 2000  | الزمن والغبار                                            | ليلى          |
| 2000  | حكايات قبل أن تنزل الآيات                                | عدة شخصيات    |
| 2001  | الملاذ آمن                                               | تاره          |
| 2001  | طرقات الليل                                              | أزهار         |
| 2001  | مناوي باشا الجزء الثاني عام 2004                         | أحلام         |
| 2001  | القضية 238                                               | يسرا          |
| 2002  | ظرفاء ولكن                                               |               |
| 2002  | الإمام الشافعي                                           |               |
| 2002  | جواهر                                                    | عدة شخصيات    |
| 2004  | المقتفي لأمر الله                                        |               |
| 2005  | شموع خضر إلياس                                           | سلّأمة         |
| 2005  | البركان                                                  | فاتن          |
| 2005  | بيت الشمع                                                |               |
| 2005  | رياح الماضي                                              | الملكة علياء  |
| 2006  | الغائب                                                   | رحاب          |
| 2006  | ثمنطعش                                                   | سجى           |
| 2007  | مطر النار                                                |               |
| 2007  | الرصافي                                                  | بهيجة         |
| 2008  | آخر أيام الصيفية                                         | ديار          |
| 2009  | الحب والسلام                                             | نادية         |
| 2010  | البيت المنسي                                             |               |
| 2010  | غزالة                                                    |               |
| 2010  | عش المجانين                                              | نجمة          |
| 2010  | السيدة                                                   | لحاظ          |
| 2010  | النهر                                                    |               |
| 2010  | عزوز وتمارا الجزء الثاني عام 2011                        | تمارا         |
| 2010  | شناشيل حارتنا                                            | سهير          |
| 2011  | دورة الزمن                                               | سالي          |
| 2011  | إيدز                                                     | نجلاء         |
| 2011  | مرافئ الحنين                                             | وفاء          |
| 2012  | بنت المعيدي                                              |               |
| 2012  | الماز                                                    | بلقيس         |
| 2012  | البقاء على قيد العراق                                    | صبرية         |
| 2012  | سليمة مراد                                               | سليمة مراد    |
| 2012  | الدهانة                                                  |               |
| 2013  | المدينة                                                  |               |
| 2013  | أعماق الأزقة الجزء الثاني                                | نجاة          |
| 2013  | الشيطان في قلب امرأة                                     | رباب          |
| 2014  | زرق ورق                                                  | عدة شخصيات    |
| 2014  | القوت والياقوت                                           |               |
| 2015  | زرق ورق: تو                                              | عدة شخصيات    |
| 2017  | قوارب الروح                                              | آلاء          |
| 2017  | زرق ورق: ثري                                             | عدة شخصيات    |
| 2017  | عودة وسعودة                                              | سعودة         |
| 2018  | زرق ورق: فور                                             | عدة شخصيات    |
| 2019  | كومه دي                                                  | عدة شخصيات    |
| 2019  | حامض حلو الجزء الثاني عام 2021، الثالث 2022، الرابع 2023 | عدة شخصيات    |
| 2020  | قصص لجابر                                                | أمية الجبوري  |
| 2021  | كمامات وطن 2 حلقة تحت عنوان «حلم العمر»                  | منال          |
| 2022  | رحيق                                                     | رحيق          |
| 2022  | أنا والمديرة                                             | هالة          |
| 2023  | محتوى خابط                                               |               |
| 2023  | الخوات                                                   | عبير          |
| 2023  | العشرة                                                   | شخصيات متعددة |
| 2024  | أبجد هوس                                                 | حنان          |
| 2025  | العشرين                                                  | شخصيات متعددة |

### في المسرح
| سنة الإنتاج | المسرحية              | الشخصية |
| ----------- | --------------------- | ------- |
| 1998        | العباءة               |         |
| 1999        | تفاحة القلب           |         |
| 2000        | سعيد السعداء          |         |
| 2004        | ذهان                  |         |
| 2004        | اللؤلؤ المفقود        |         |
| 2004        | نزهة                  | نزهة    |
| 2008        | دائرة العشق البغدادية |         |
| 2014        | إنتر فيو              |         |
| 2022        | ضحك ولعب وجد وحب      |         |
| 2024        | كواليس                |         |

### في السينما
| سنة الإنتاج | الفيلم      | الشخصية |
| ----------- | ----------- | ------- |
| 2015        | سر القوارير | مناهل   |
| 2024        | كواليس      |         |

### في الإذاعة
| سنة الإنتاج | نوع العمل | اسم العمل         |
| ----------- | --------- | ----------------- |
| 2017        | مسلسل     | قصص القرآن الكريم |

### في التأليف
| سنة الإنتاج | نوعه   | اسم العمل |
| ----------- | ------ | --------- |
| 2014        | مسرحية | إنتر فيو  |

### في الدبلجة
| سنة الإنتاج | اسم العمل |
| ----------- | --------- |
| 2012        | سبع نساء  |
| 2012        | جيهان     |

## الجوائز والتكريم
- 2019:  العراق - نالت جائزة الهلال الذهبي كأفضل ممثلة عن دورها في مسلسل حامض حلو الذي عُرض على تلفزيون إم بي سي العراق.[25][26]
- 2021:  العراق - جائزة أفضل ممثلة عراقية من «الهلال الذهبي» بدورته الثالثة عن دورها في مسلسل حامض حلو.[27]

## روابط خارجية
- آلاء حسين على موقع قاعدة بيانات الأفلام العربية